# Барбер, Андреа
Андреа́ Ло́ра Ба́рбер (англ. Andrea Laura Barber; род. 3 июля 1976, Лос-Анджелес, Калифорния) — американская актриса.

## Биография
Родилась 3 июля 1976 года в Лос-Анджелесе (штат Калифорния, США) в семье Дональда и Шерри Барбер. У неё есть два старших брата — Дэрин Барбер и Джастин Барбер.
Окончила Колледж Уиттьер и Йоркский университет.
Дебютировала в 1982 году с ролью Кэрри Брэйди в телесериале «Дни нашей жизни», в котором она снималась до 1986 года. наиболее известна ролями в телесериале «Полный дом» и фильме «Прячься, бабушка! Мы едем».
В 2002—2014 года была замужем за Джереми Райтки. У бывших супругов есть двое детей — сын Тейт Джеймс Райтки (род.30.04.2004) и дочь Фелисити Рут Райтки (род.10.04.2007).